# Сорочинский район
Сорочинский райо́н — административно-территориальная единица (район) в Оренбургской области России.
В рамках организации местного самоуправления, в его границах вместе с городом Сорочинском выделяется единое муниципальное образование Сорочинский городской округ,  образованное вместо упразднённых одноимённых муниципального района и городского округа город Сорочинск.
Административный центр — город Сорочинск, в состав района не входит.

## География
Сорочинский район находится в западной части Оренбургской области и занимает территорию площадью 2,8 тыс. км². Граничит: с Грачевским, Красногвардейским, Новосергиевским, Ташлинским, Тоцким и Бузулукским районами области.

## История
Район был образован постановлением ВЦИК и СНК РСФСР в Бузулукском округе Средне-Волжской области 16 июля 1928 года. С 21 января 1929 года до 23 июля 1930 года был в составе Оренбургского округа Средне-Волжской области, в составе Средне-Волжского края с 20 октября 1929 года. С образованием Оренбургской области, 7 декабря 1934 года, Сорочинский район вошёл в её состав.
В 1962 году в состав Сорочинского района была передана территория упразднённого Люксембургского района.
Указом Президиума Верховного Совета РСФСР 30 декабря 1966 года из состава Сорочинского района был выделен Красногвардейский район.
С 1 января 2006 года до 1 января 2016 года Сорочинский муниципальный район включал 19, затем 15 муниципальных образований со статусом сельских поселений, соответствовших по статусу сельсоветам.
1 июня 2015 года все муниципальные образования муниципального района: сельские поселения Баклановский сельсовет, Бурдыгинский сельсовет, Войковский сельсовет, Гамалеевский сельсовет, Матвеевский сельсовет, Михайловский Первый сельсовет, Михайловский Второй сельсовет, Николаевский сельсовет, Первокрасный сельсовет, Пронькинский сельсовет, Родинский сельсовет, Романовский сельсовет, Рощинский сельсовет, Толкаевский сельсовет, Федоровский сельсовет и городской округ город Сорочинск были объединены в единое муниципальное образование Сорочинский городской округ.
Сорочинский район как административно-территориальная единица сохраняет свой статус.

## Население
Район (сельское население)
| 2002    | 2003    | 2004    | 2009    | 2010    | 2012    | 2013    | 2014    | 2015    |
| ------- | ------- | ------- | ------- | ------- | ------- | ------- | ------- | ------- |
| 16 742  | ↘16 700 | ↘16 500 | ↘15 212 | ↘14 192 | ↘13 874 | ↘13 641 | ↘13 354 | ↘13 333 |
| 2016    | 2017    | 2018    | 2019    | 2020    | 2021    |         |         |         |
| ↘13 164 | ↘12 941 | ↘12 721 | ↘12 464 | ↘12 377 | ↗12 395 |         |         |         |

### Национальный состав
Русские, чуваши, татары, мордва, украинцы, казахи и другие, всего 35 национальностей.

## Территориальное устройство
Сорочинский район включает 15 сельсоветов, которые в 2006-2016 гг. составляли одноимённые муниципальные образования:
1. Баклановский сельсовет,
2. Бурдыгинский сельсовет,
3. Войковский сельсовет,
4. Гамалеевский сельсовет,
5. Матвеевский сельсовет,
6. Михайловский Первый сельсовет,
7. Михайловский Второй сельсовет,
8. Николаевский сельсовет,
9. Первокрасный сельсовет,
10. Пронькинский сельсовет,
11. Родинский сельсовет,
12. Романовский сельсовет,
13. Рощинский сельсовет,
14. Толкаевский сельсовет,
15. Фёдоровский сельсовет.

В 2009 году были расформированы Никольский, Новобелогорский, Покровский и Троицкий сельсоветы, а населённые пункты, входившие в них, были переданы в оставшиеся сельсоветы.

## Населённые пункты
В состав района входят 40 сельских населённых пунктов (без города Сорочинска).
| №  | Населённый пункт  | Тип     | Население |
| -- | ----------------- | ------- | --------- |
| 1  | Алексеевка        | село    | 158       |
| 2  | Баклановка        | село    | 364       |
| 3  | Берёзовка         | село    | 166       |
| 4  | Бурдыгино         | село    | 773       |
| 5  | Войковский        | посёлок | 712       |
| 6  | Гамалеевка        | село    | 958       |
| 7  | Гамалеевка-1      | посёлок | 903       |
| 8  | Ивановка          | село    | 30        |
| 9  | Ивановка Вторая   | село    | 386       |
| 10 | Каменка           | село    | 118       |
| 11 | Кленовый          | посёлок | 68        |
| 12 | Малаховка         | село    | 55        |
| 13 | Матвеевка         | село    | 396       |
| 14 | Маховка           | село    | 16        |
| 15 | Медведка          | посёлок | 35        |
| 16 | Михайловка Вторая | село    | 392       |
| 17 | Михайловка Первая | село    | ↘308      |
| 18 | Надежденка        | село    | 61        |
| 19 | Николаевка        | село    | 614       |
| 20 | Никольское        | село    | 125       |
| 21 | Новобелогорка     | село    | 378       |
| 22 | Новопокровка      | посёлок | 27        |
| 23 | Новый             | посёлок | 180       |
| 24 | Октябрьский       | посёлок | 508       |
| 25 | Первокрасное      | село    | 509       |
| 26 | Покровка          | село    | 295       |
| 27 | Пронькино         | село    | 624       |
| 28 | Родинский         | посёлок | 1190      |
| 29 | Романовка         | село    | ↗408      |
| 30 | Рощино            | посёлок | 188       |
| 31 | Сарабкино         | село    | 31        |
| 32 | Сборовский        | посёлок | 194       |
| 33 | Слободка          | посёлок | 117       |
| 34 | Спасское          | село    | 203       |
| 35 | Толкаевка         | село    | ↘978      |
| 36 | Троицкое          | село    | 480       |
| 37 | Уран              | село    | 393       |
| 38 | Федоровка         | село    | 575       |
| 39 | Чесноковка        | посёлок | 3         |
| 40 | Янтарное          | село    | 213       |

В состав городского округа входят 41 населённый пункт, в том числе 1 город и 40 сельских населённых пунктов.

### Упразднённые населённые пункты
27 июля 1998 года было упразднено село Новосамарка.
22 августа 2001 года был упразднён посёлок Трудиловка.

## Транспорт
Через район проходит Ташкентский ход Южно-Уральской железной дороги а также подход к Оренбургу федеральной автодороги М-5 «Урал».

## Экономика
Основное направление экономики - сельское хозяйство. На территории района расположены 20 сельскохозяйственных предприятий и 115 крестьянских хозяйств, которые занимаются производством зерна, мясо-молочной продукции, яиц, действует нефтедобывающая промышленность.

## Социальная сфера
В районе расположены 34 школы, из них, 19 средних, 7 основных, 8 начальных, 18 детских садов.
Имеются 23 сельских дома культуры, 11 клубов, 21 библиотека.
В селах работают 4 участковые больницы, 4 врачебные амбулатории, 26 фельдшерско-акушерских пунктов, 2 аптечных пункта первой помощи.